# Aconitum lycoctonum
Aconitum lycoctonum là một loài thực vật có hoa trong họ Mao lương. Loài này được L. mô tả khoa học đầu tiên năm 1753.
Đây là loài bản địa châu Âu và bắc châu Á, là một loài cây lâu năm thân thảo phát triển cao đến 1 m. Lá hình chân vịt có thùy với 4-6 thùy cắt sâu. Hoa dài 18–25 mm, màu tím đậm, ít khi màu vàng nhạt.

## Hình ảnh

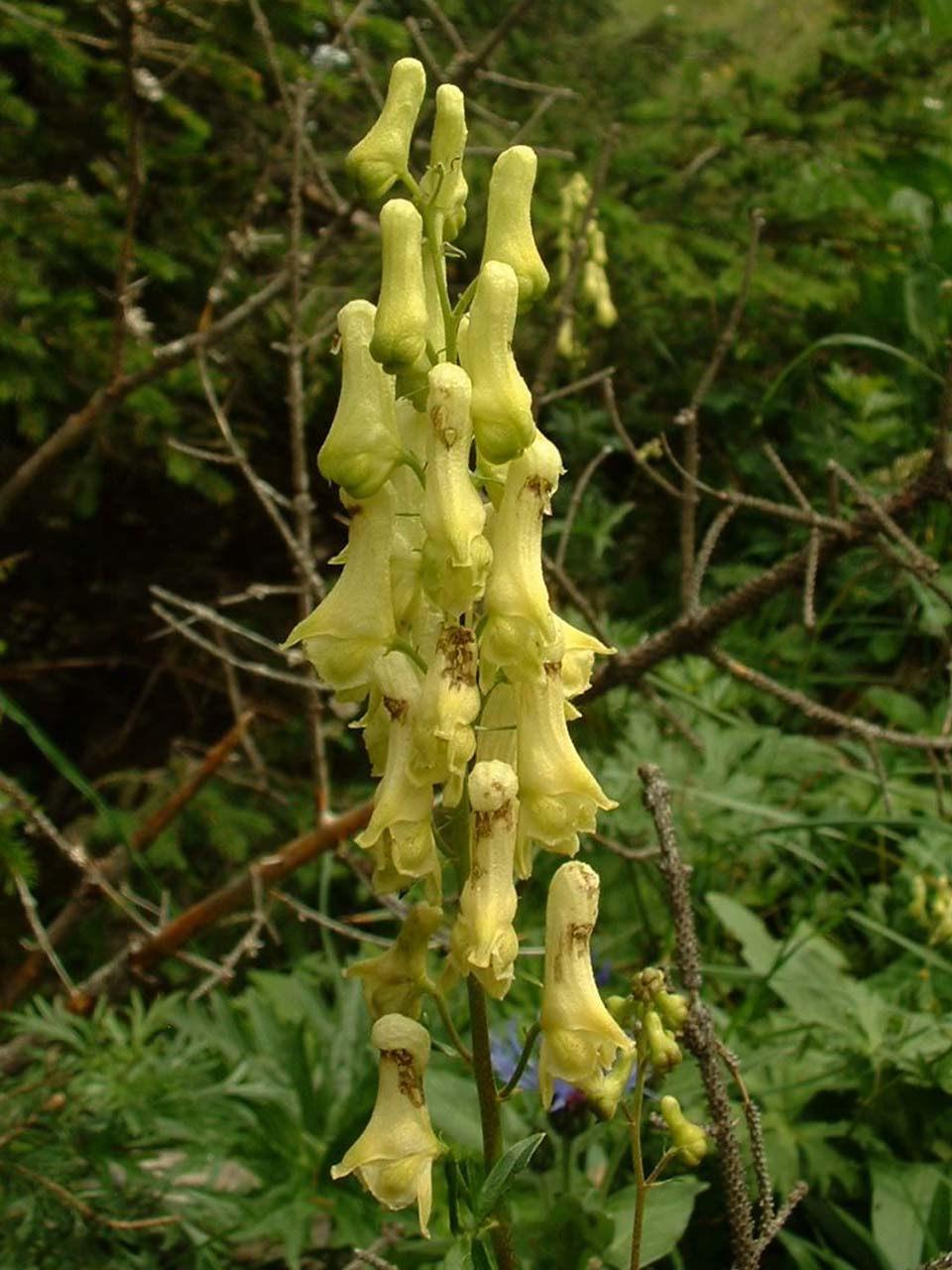
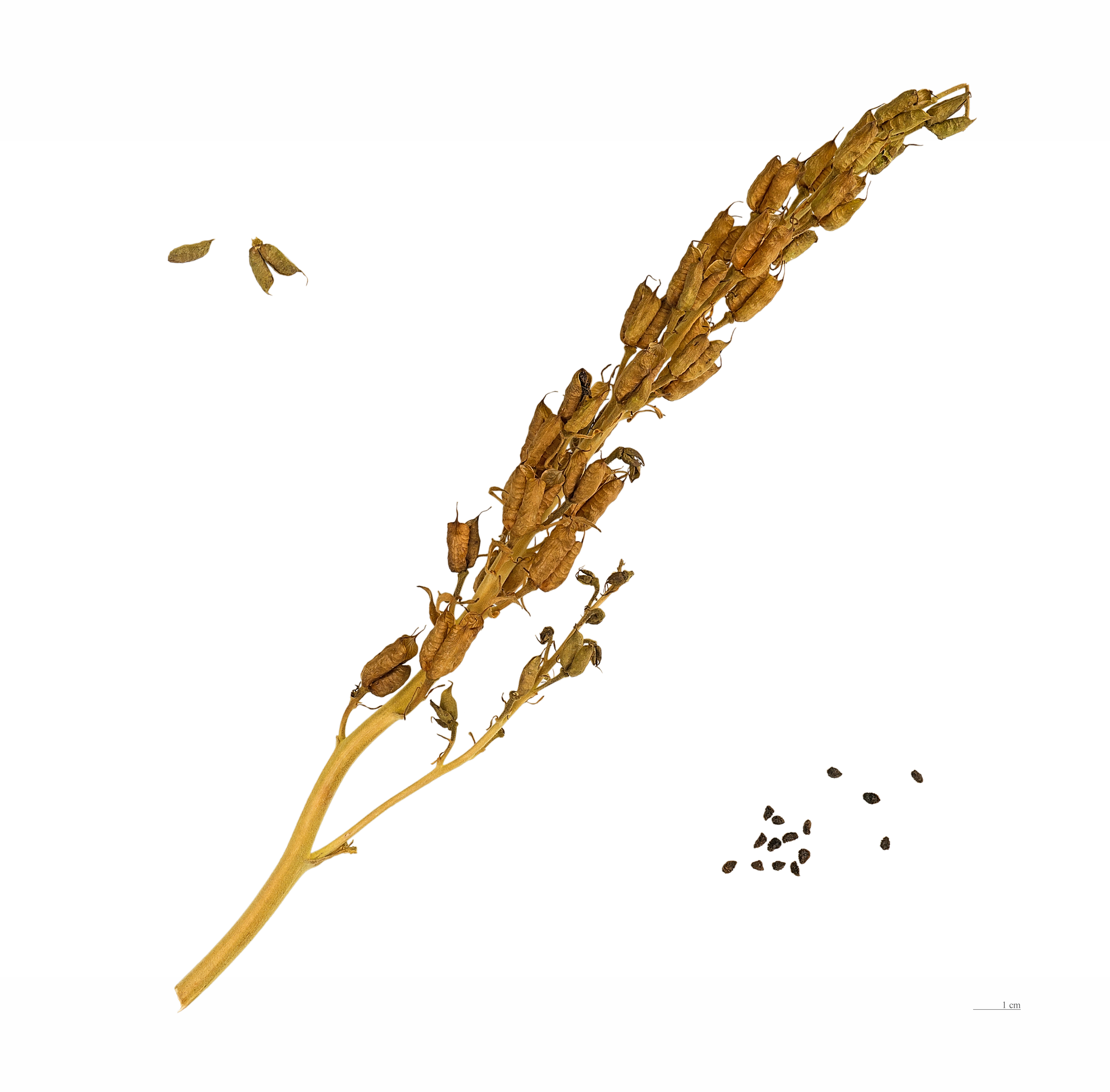
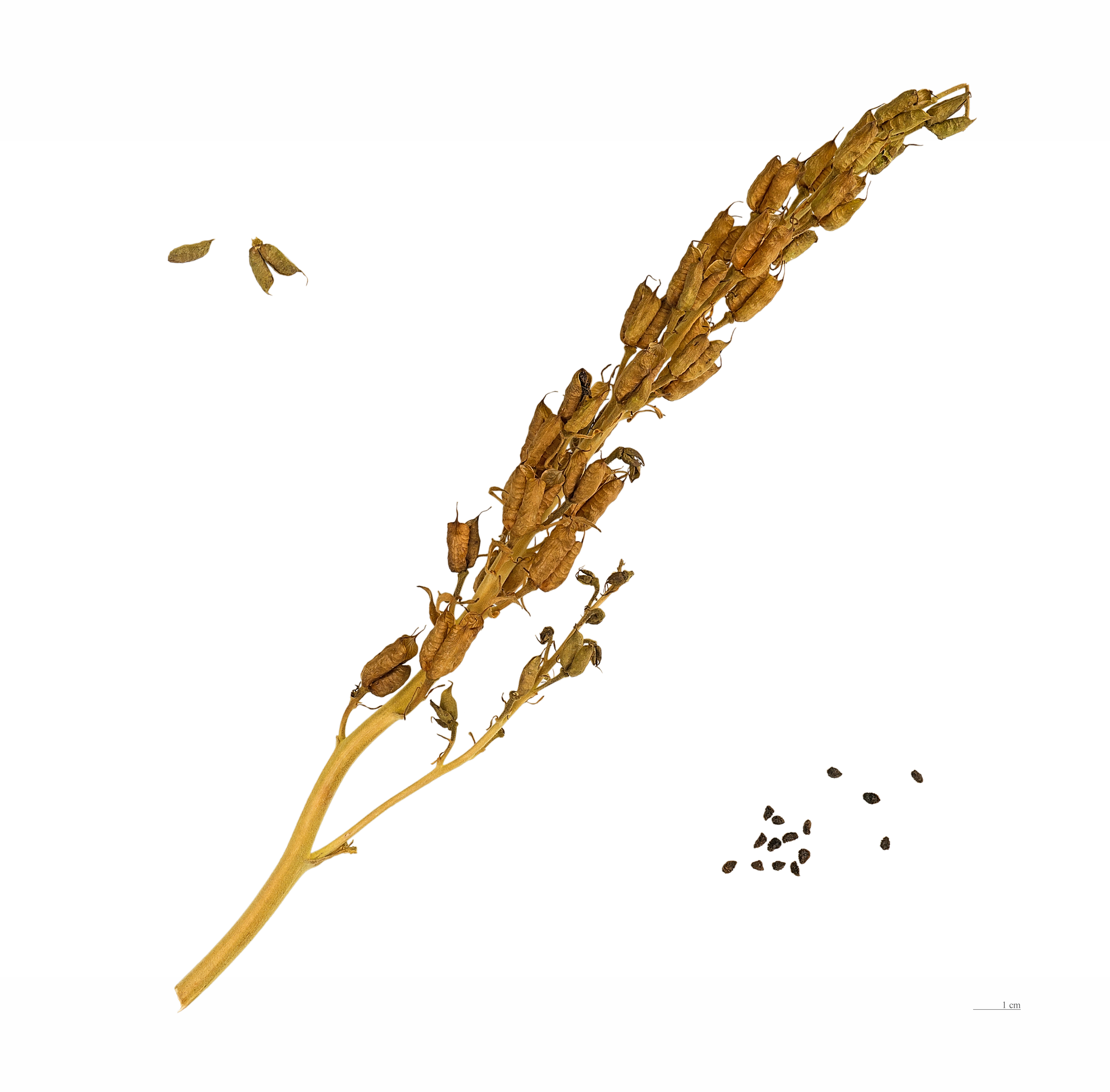
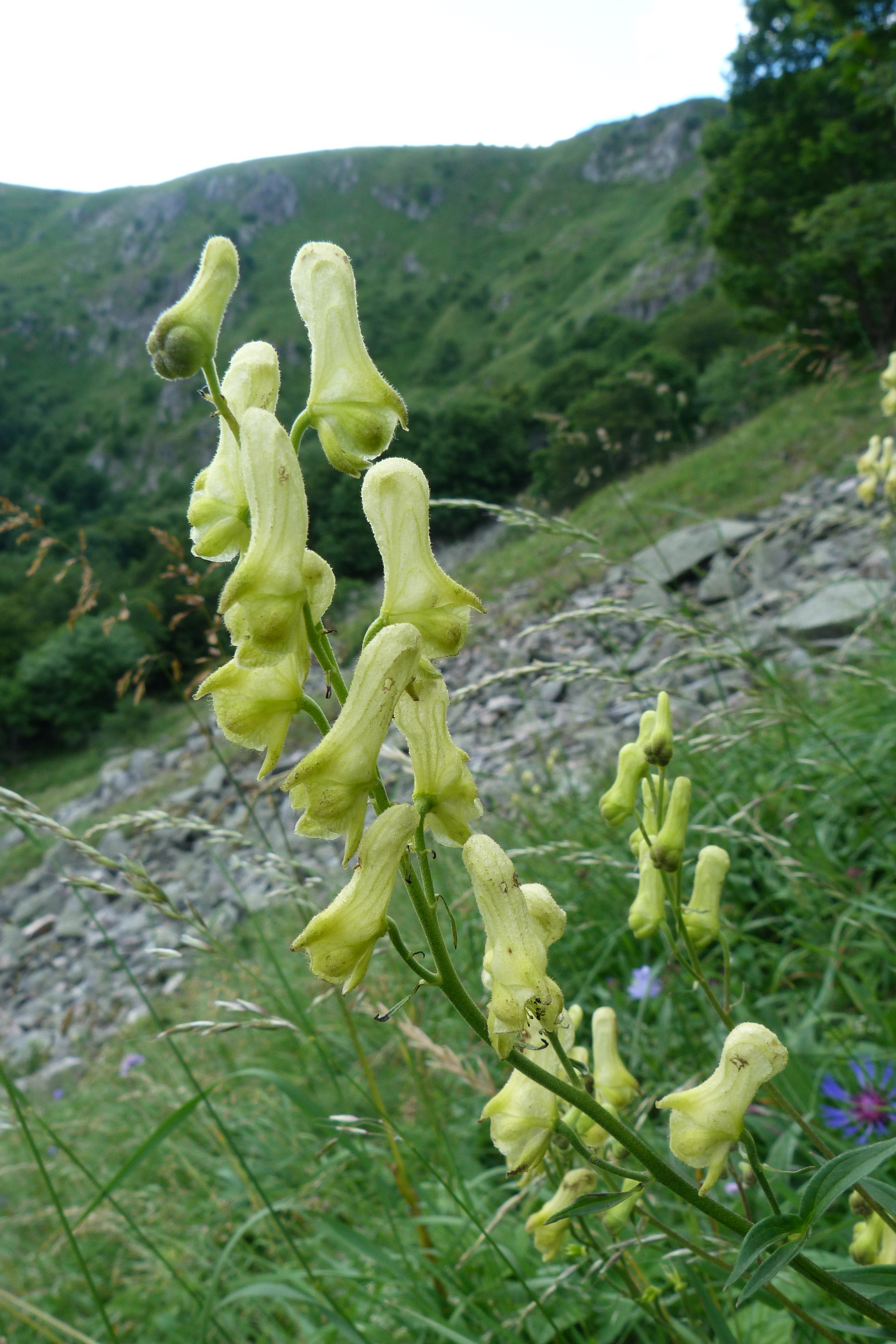